# Ричард III (пиеса)
„Ричард III“ (на английски: Richard III) е историческа драма от Уилям Шекспир, за която се смята, че е писана около 1593 г. Проследява възкачването на престола и краткото царуване на Ричард III, крал на Англия. Част е от Голямо фолио, съдържащо, 37-те драми на Шекспир. Често бива определяна като най-знаменитата историческа драма на английския писател и единствената такава, в чието заглавие присъства определението „трагедия“: „Трагедията на Ричард III, английски крал“. Пиесата е част от първата Шекспирова тетралогия, заедно с „Хенри VI“, части 1-3.
Това е втората най-дълга Шекспирова драма след Хамлет и най-дългата в Голямо фолио. Творбата често е редактирана, има съкращения. Вероятна причина за това е, че Шекспир приема, че публиката му е запозната с „Хенри VI“ и често прави непреки препратки към събитията в тази творба. Пример за това е убийството на Хенри VI от Ричард или поражението на Маргарет, съпругата на Хенри.

## Действащи лица
Династия Йорк
- Едуард IV крал на Англия
- Ричард III, брат на Едуард IV, по-късно крал на Англия
- Джордж, брат на Едуард IV
- херцогинята на Йорк – майка на Едуард, Ричард и Джордж
- Едуард, принц на Уелс, най – големият син на Едуард IV, по-късно крал Едуард V (не бива коронясан)
- Ричард, херцог на Йорк – най-малкият син на Едуард IV

Династията Ланкастър
- Кралица Маргарет – съпруга на крал Хенри VI
- Духът на крал Хенри VI
- Духът на Едуард, принц на Уелс – син на крал Хенри VI
- Лейди Ан – вдовица на Едуард, принц Уелски, син на крал Хенри VI; по-късно съпруга на крал Ричард III
- Тресъл и Баркли – благородници от свитата на лейди Ан

Семейството Уудвил
- Кралица Елизабет – съпруга на крал Едуард IV
- Граф Ривърс – брат на кралица Елизабет
- Маркиз Дорсет – син на кралица Елизабет (от предишен брак)
- Лорд Грей – син на кралица Елизабет (от предишен брак)
- Сър Томас Воън – съюзник на Ривърс и Грей

Групата на Ричард III
- Херцогът на Бъкингам
- Сър Уилиам Кейтсби
- Херцогът на Норфолк
- Графът на Съри
- Сър Ричард Ратклиф
- Сър Джеймс Тиръл – наемен убиец
- Лорд Новъл
- Двамата убийци

Графовете от групата на Ричмънд
- Хенри Тюдор, граф на Ричмънд – племенник на Хенри VI, по-късно крал Хенри VII
- Лорд Станли, граф на Дерби – втори баща на Ричмънд
- Графът на Оксфорд
- Сър Уолтър Хърбърт
- Сър Джеймс Блънт
- Сър Уилиам Брандън

Духовенство
- Кардинал Баучър – архиепископ на Кентърбъри
- Томъс Родърхам – архиепископ на Йорк
- Джон Мортън – илийски епископ
- Сър Кристофър Ъруик – свещеник
- Джон – свещеник

Други герои
- Лорд Хейстингз
- Сър Робърт Браканбъри – комендант на Тауър
- Лорд Майър на Лондон
- Писар, пазач на кулата, трима чужденци, шериф, благородници, слуги, вратар, граждани, вестители, войници и други.

## Резюме
Драмата разглежда възкачването на престола на английския крал Ричард III, който успява да стигне до властта посредством измами, убийства и манипулации. Той е представен като грозен, дори отблъскващ, което напълно се отъждествява с душевната му грозота. Трагедията проследява поредицата от злини, които Ричард причинява на всички, като междувременно се представя за добродетелен, намирайки оправдание за всяко престъпление.
Още в началото на творбата под формата на монолог той разказва какво предстои да направи и как ще спечели от това. Заговорничи, че ще заведе брат си Кларънс, който стои пред него по наследствена линия, до Тауър (лондонската кула) заради пророчество, което гласи, че рода ще унищожи човек, чието име започва с буквата „Дж“. Царят тълкува, че това се отнася до Джордж Кларънс и затова го изпраща в кулата. Така Кларънс стои затворен. След като убива крал Хенри VI, Ричард отива на погребението и се обяснява в любов на снаха му – лейди Ан, съпругата на Едуард (принцът на Уелс). От пиесата разбираме, че самият Ричард я е оставил вдовица. Така, въпреки две извършени убийства, той измисля достатъчно оправдания, за да убеди лейди Ан да стане негова съпруга.
Получил вече това, което иска, Ричард планира следващото си престъпление – убийството на Кларънс, който все още е затворен в Тауър. Пратеници на Едуард се заемат с това. Така децата му остават сираци. Крал Едуард IV обвинява себе си за смъртта на Кларънс, защото той го е изпратил в кулата, без да подозира, че всъщност Ричард стои зад злодеянието. След като той убива и краля, в царския дворец се ражда скръб и печал. Елизабет губи съпруга си, а дукеса Йорк и двамата си сина (тя е майка на крал Едуард и Кларънс).
След като престолът остава без наследник, групата на Ричард (Ратклиф, Бъкингам) прави планове за бъдещото му коронясване. Искат да убедят кмета, че принц Едуард не е от законен брак, тъй като крал Едуард най-напред е бил жених на лейди Люси (за годежа на крал Едуард VI с Елизабет Люси няма исторически доказателства.), а след това е имал връзка с френска принцеса, на име Бона. След успешните измами, Ричард III става новият английски крал.
Следващият план на новия крал е да се ожени за дъщерята на покойния крал Едуард, за да може престолът му да бъде сигурен. Другото му желание е смъртта на малкия принц Едуард, собствения му племенник. Това убийство бива изпълнено.
Много важна е появата на духовете на всички убити от ръцете на Едуард или неговите пратеници. Те започват да говорят на краля за престъпленията му и го проклинат да се отчае и погуби.
Следва сражение между Ричманд и Ричард и последвалата смърт на краля слага края на драмата.

### Действие първо
Пиесата започва с Ричард (в текста е наречен лорд Глостър), стоящ на лондонска улица, описвайки повторното присъединяване към трона на брат си, крал Едуард IV на Англия, най-големият син на покойния Ричард, херцог на Йорк, което означава, че годината е 1471.
Той казва, че няма друга забава, освен да следи кривата си сянка под слънцето и да умува над ужасната си грозота
Появява се Хейстингс и носи лоши новини – кралят е тежко болен. Ричард иска точно това – неговата смърт, както и тази на Кларънс. За целта изпраща Кларънс във високата кула, където следва да бъде убит от негови пратеници. Планира също да прелъсти лейди Ан – вдовицата на Едуард, принцът на Уелс и ѝ говори за любовта си към нея на погребението на Хенри VI.
Лейни Ан разбира за злодеянията, които Ричард е извършил. Той не отрича, че е убиец, но смело ѝ заявява, че нейната красота е била мотив за неговите престъпления. Тя го кълне с ненавист.
Ричард успява да я измами – убеждава я, че се разкайва за делата си и тя става негова съпруга.
Лейди Ан не е единствената, която знае що за човек е Ричард. Кралица Маргарет, съпругата на покойния крал Хенри VI, убит от него, също знае за злодеянията му и го кълне с тежки и жестоки думи. Той не отрича, че е извършил престъпленията, но се оправдава за тях. Манипулира всички с добродетели, които всъщност не притежава.
В следващите сцени действащи лица са пратениците в Тауър от Ричард да убият брат му Кларънс. Самият Кларънс разказва на Браканбъри (комендантът на Тауър), че е сънувал как брат му го блъска в морето.

### Действие второ
Действието започва в кралския дворец. Крал Едуард е убеден, че той е виновен за смъртта на Кларънс, защото го е изпратил в кулата.
Самият крал се превръща в следващата жертва, Ричард убива и двамата си братя.

### Действие трето
Групата на Ричард (Ратклиф, Бъкингам) убеждават кмета, че принц Едуард не е от законен брак.
По-късно Ричард се появява в кметството с двама свещеници, за да предизвика възхита и да създаде впечатление, че притежава добродетели и е истински и прям християнин.
Кметът му вярва беезусловно и му предлага да се възкачи на английския трон.

### Действие четвърто
Втора сцена – в двореца влизат крал Ричард, Кейтсби, Ратклиф, Лъвел, Паж и други.
Кралят категорично заявява, че щастието му няма да бъде пълно, докато не погуби племенника си, принц Едуард. Възлага тази задача Бъкингам. Той обаче е разколебан. Кейтсби трябва да разпространи слух, че лейди Ан е на смъртно легло, за да може Ричард да изпълни желанието си да се ожени за дъщерята на покойния крал Едуард. Целта на този брак е престолът му да остане неприкосновен.
Следва най-голямото злодеяние – убити са децата на покойния Едуард.

### Действие пето
Появяват се духовете на мъртвите (Хенри VI, Кларънс, Ривърз, Грей, Воън, принц Едуард, Хейстигз, синовете, Ан, Бъкингам). Започват да тормозят съвестта на Ричард.
В последната сцена се сражават Ричмонд и Ричард.
Шекспировата драма завършва със смъртта на крал Ричард III.

## Тематични полета в „Ричард III“
Основни теми са смъртта, властта (води началото си от античната трагедия Есхил, Софокъл), съдбата. Главни мотиви – семейството, идентичността. В образа на Ричард отсъства любовта към близките, той е подвластен само на желанието си за власт и е готов на всичко, за да я постигне.
Много важен е стилът на Шекспировия език – притежава сила и богатство и по този начин въздейства. В това отношение успява да надмине и Кристофър Марлоу(интересно е мнението, което споделят някои учени, сред тях е и Фройд, че някой друг стои зад авторството на Шекспировите драми. Марлоу е един от предполагаемите писатели.

### Комедийни елементи
За разлика от предишната му трагедия Тит Андроник, пиесата избягва графичното изобразяване на физическо насилие. Само Ричард и Кларънс са показани на сцената намушкани и ранени, докато останалите (двамата принцове, Хейстингс, Браканбъри, Грей, Воън, Ривърс, Ан, Бъкингам и крал Едуард), умират зад кулисите. Въпреки злия характер на главния герой, Шекспир зарежда действието с много комични елементи, както прави в повечето свои драми. Голяма част от хумора нараства от противопоставянето между начина, по който е познат героят на Ричард и като какъв се опитва да се представи.
Ричард сам отправя някои сухи забележки при оценката на ситуацията, когато планира да се ожени за дъщерята на кралица Елизабет:"Убий брат ѝ, след което се ожени за нея; Несигурен начин за печалба..." Хумористично са представени и пратениците на Ричард, които трябва да убият Кларънс, но се колебаят и не са сигурни. Също и доклада на херцога на Бъкингам за опита му да убеди лондончани да приемат Ричард("...казах им, че обичам добрия отзив на страната им, Бог да пази Ричард, английския крал!"Ричард:"И те ли така?" Бъкингам:"Не, Бог да ми е на помощ, те не обелиха и дума!"). Шегите на Шекспир са отлично приложени в сцената, когато Ричард се опитва да убеди кралица Елизабет да ухажва дъщеря ѝ.

### Свободна воля и фатализъм
Един от централните сюжети от Ричард III е идеята за съдбата, особено след като е видяна в напрежението между свободната воля и фатализма, в действията и думите на Ричард, както и реакциите на други герои към него. Няма съмнение, че Шекспир е заимствал много от записките на Сър Томас Мор относно Ричард III, описван като престъпник и тиранин, като вдъхновение за собствените си цели. Това влияние, особено след като съвпада с ролята на божественото наказание, свързано с властването на Ричард в Англия, достига своята висота в гласа на Маргарет. Янис Лулл предполага, че "Маргарет надава своя глас към вярата, окуражена от разрастващата се идея на Калвинизма от ерата на Елизабет, че индивидуалните исторически събития биват определяни от Господ, който често наказва злото с (очевидно) зло.
Следователно се предполага, че е възможно Шекспир да е използвал методи, съответстващи на нарастващия „Мит за Тюдор“, както и взимайки предвид новите теологии от божествени действия и човешка воля, ставащи полулярни в зората на Протестантската Реформация, решен да „оцвети“ Ричард като финалното проклятие на Господ върху Англия и наказанието за отлагането на Ричард II през 1399 г. Ървинг Рибнер спорил, че "пътят към злото на Ричард е бил процес на прочистване, който изкоренявал злото от обществото и възстановявал света най-накрая в името на Господа, въплътен в новото властване на Хенри VII.
Сколар Виктор Киернан пише, че интерпретацията е била перфектно съвпадение с английската социална перспектива на Шекспировия ден: "Едно разширение е в процес на осигуряване спокойствието на една привилегирована класа, на специално отношение към нея в следващия свят, както и в този, за една облагодетелствана нация с убеждението, че Господ е на нейна страна, за англичаните бидейки.... новите Избрани. С Елизабетинска Англия, колонизирайки света, масите възприели този възглед за своето Божествено Право и Правото да мислят така, по подобие на Ричард в пиесата на Шекспир.
Историческият фатализъм е само едната страна на аргумента относно съдбата срещу свободната воля. Също така е възможно Шекспир да е имал намерението да направи портрет на Ричард като: „.... една персонификация на възгледа на Макиавели за историята като политическа сила.“ В този възглед Ричард действа изцяло извън своята свободна воля, а именно проявява жестокост, завземайки трона на Англия. Киернан също представя тази страна на монетата, отбелязвайки че Ричард "хвалейки се на нас с неговия финес в разглобяването и заблуждаването с части от Библията да прикрие своята „гола подлост“...Макиавели, както Шекспир иска ние да осъзнаем, не е безопасно ръководство за практически политики.
Киернан предполага, че Ричард просто е играел роля все едно Господ е определял всяка негова стъпка в манипулативен вид, подобен на Макиавели за религията като опит да заобиколи моралното съзнание на тези около него. Следователно историческият детерминизъм е просто илюзия, преправена от твърдението на Ричард за неговата собствена свободна воля. Прочетеното от Макиавели на пиесата намира доказателства във взаимодействието на Ричард и аудиенцията, когато споменава че е: „убеден да се докаже като престъпник“. Въпреки че на пръв поглед изглежда, че Ричард разглежда себе си като човек, който е в пълен контрол, Лулл предполага, че Шекспир използва Ричард, за да подчертае: "трагичната концепция на пиесата в шега. Неговия главен замисъл е, че той контролира собствената си съдба. Има и друг възглед, че неговото престъпничество е предрешено и силният провиденциализъм на пиесата възприема това разбиране.
Литературният критик Пол Хефнер пише, че Шекспир е имал чудесно разбиране за езика и потенциала на всяка дума, която е използвал. Една дума, на която Шекспир давал потенциал е „радост“. Това е възприето в Действие I, Сцена III, където е използвана да покаже „преднамерения емоционален ефект“. Друга дума, която Хефнер отбелязва е „мил“, която предполага, че се е използвала с две различни дефиниции.
Първата дефиниция е била използвана да изрази един „нежен и обичащ“ човек, които Кларънс използва, за да опише своя брат Ричард на убийците, които са били пратени, за да го убият. Тази дефиниция не е вярна, тъй като Ричард използвал нежната фасада, за да завземе трона. Втората дефиниция обхваща: „истинската природа на човека... Ричард наистина ще използва Хейстингс – така да се каже, само защото му е навик да използва хората по брутален начин“.
Хефнер също така пише и за това как речта е писана. Той сравнява речите на Ричмънд и на Ричард към техните войници. Той описва речта на Ричмънд като „достойна“ и формална, докато речта на Ричард е обяснена като „жаргонна и буйна“. Нехайството на Ричард в неговата реч е също отбелязана от друг писател. Въпреки че Лулл не прави съпоставки между Ричмънд и Ричард както Хефнер прави, прави така между Ричард и жените в неговия живот. Важно е за жените да споделят формалния език, който Ричмънд използва. Тя прави аргумент, че различията в речта „затвърждават тематическата дивизия между идентификацията на жените със социалната група и индивидуализмът на Ричард“. Хефнер се съгласява Ричард е "един индивидуалист, мразещ достойнството и формалността.
Янис Лулл също така специално отбелязва жените в траур. Тя предполага, че те са асоциирани с „фигури на репетиция като анафора-началото на всяка клауза в последователност със същата дума-и епистрофа-повтаряща същата дума в края на всяка клауза“. Един пример на епистрофа може да бъде открита в една от речите на Маргарет в Действие I, Сцена III. Хефнер ги съпоставя с тези много малко, но и много: „устройства и трикове от стил“, които се появяват в пиесата, описвайки способността на Шекспир да изнася потенциала на всяка дума на преден план.

### Ричард – героят злодей
Шекспир създава превратен образ на този владетел. Поради голямата популярност на пиесата художественият същност на Ричард III започва да измества тази на историческия персонаж в масовото съзнание и днес английският крал продължава да се възприема главно посредством Шекспировата интерпретация. В лицето на владетеля писателят представя образа на абсолютния злодей, който лицемерно и с голяма методичност се стреми към върховната си цел – английския престол.
Ричард е коварен, подъл и с уродлива външност. Манипулира и се представя за добродетелен, чистосърдечен и разкайващ се за престъпленията си. По този начин успява да измами всички, за спечели тяхното доверие. Той е хладнокръвен убиец и диаболичен в своите стремежи. За да внуши въздействието на злодея върху околните, още във втора сцена от първо действие Шекспир представя епизод, който е сред най-дискутираните в неговата драматургия. Това е сцената, в която Ричард спира погребалното шествие, изпровождащо Хенри VI до вечния му дом, и край ковчега на убития от него крал се обяснява в любов на снаха му лейди Ан и ѝ предлага да стане негова жена. Ясно личи цинизма на персонажа – Ричард е убил и престолонаследника, съпругът на лейди Ан. Силата на Шекспировата драматургия се изразява най-вече в изграждане на характерите. Душевната същност на героя му е изключително ярко изразена, представена е чрез неговите монолози, чрез нещата, които говори и жестокостта, с която действа. Такъв образ създава английският драматург и точно той остава запомнен.

## Преводи на български език
- „Крал Ричард III“ – драма в пет действия – 1915 г., серия Библиотека всемирна литература, издателство „Животът на Георги Ст. Шопов“
- Исторически драми в 2 тома, издателство „Народна култура“ 1980 – 1981 г.
- Т6. Исторически драми, изд „Захари Стоянов“, 1999 г.
- Пиеси, изд. „ЛИК“, 1999 г.
- „Ричард III“, изд. „Клио“, 2000 г.
- „Всички 37 пиеси и 154 сонета“, в превод на Валери Петров, изд. „Захари Стоянов“ 2010 г.(Преводът се предлага и в издание на в. „Труд“
- Трагедии, в превод на Спас Николов изд. „Локус Пъблишинг“, 2015 г.

## Драматургия и театър
Най-ранното представление на „Ричард III“ е от 1633 г., когато Чарлз I и кралица Мария-Хенриета Стюарт го гледат на рождения ден на кралицата.

### Театрални постановки в България
Пиесата „Ричард III“ се играе в Народен театър „Иван Вазов“ в София, като през 2013 г. в главната роля е Георги Мамалев под режисурата на Теди Москов.
Постановки на Шекспировата драма има и в Драматичен театър „Стоян Бъчваров“ във Варна

## Филмови адаптации
Известни са няколко филма, създадени по сюжет на Шекспировата драма. И трите са създадени във Великобритания. Първиият е от 1955 г., сценарият и сюжетът са дело на Лорънс Оливие В главните роли участватСедрик Хардуик (крал Едуард IV), Лорънс Оливие (Ричард III), Мери Керидж (кралица Елизабет), Паул Хъсън (принц Едуард), Клеър Блум (лейди Ан).
Вторият филм е от 1995 г., отново под режисурата на Лаурънс Оливър. Сценарият също е негово дело. Този път в ролите влизат Анет Бенинг (кралица Елизабет), Иън Маккелън (Ричард III), Джим Броудбент, Робърт Дауни Джуниър, Кристин Скот Томас. За разлика от пиесата, действието във филма е пренесено във въображаем вариант на Великобритания от 30-те години, в който в страната се установява тоталитарен режим.
Следващият филм е Аз, кралят(Looking for Richard) от 1996 г. Режисьор е Ал Пачино, който също е и сценарист, заедно с Фредерик Кимбъл. Ал Пачино влиза и в ролите, заедно с Уинона Райдър, Кевин Спейси, Алек Болдуин и др. Жанрът на филма е драма, биографичен.
на Най-новата филмова адаптация е от 2016 г. под режисурата на Доминик Кок. Участват Бенедикт Къмбърбач, Софи Оконедо, Джуди Денч, Дан Джоунс.